# Anemograf
Anemograf – elektryczny przyrząd samopiszący służący do ciągłego pomiaru oraz zapisu kierunku i prędkości wiatru. 
Jest połączeniem anemometru i samopisu.